# الربذة
الرَّبذة مدينة تاريخية أثرية، تقع في شرق المدينة المنورة وتبعد عنها قرابة 170 كم. وهي إحدى محطات القوافل على درب زبيدة الممتد من العراق إلى مكة المكرمة.
منطقة الشربة التي تتوسطها الربذة منطقة جيدة لرعي الإبل وكانت قبائل محارب وعبس وغطفان (فزارة) ترتادها للمرعى حتى جاء الإسلام، وفي سنة 16 هـ حمى عمر الربذة لخيل المسلمين. وتقع الربذة اليوم 100 كم جنوب شرق محافظة الحناكية و200 كم شرق المدينة المنورة.

## سبب التسمية
ذكر ياقوت الحموي في معجم البلدان عدداً من الأقوال عن سبب تسمية الربذة:
- القول الأول قول ابن الأعرابي: الربذة هي الشدة، يُقال كنا في ربذة فأنجلت عنا.
- القول الثاني قول الخليل الفراهيدي:الربذ خفة القوائم في المشي، وخفة الأصابع في العمل.
- القول الثالث قول ابن الكلبي عن الشرقي بن القطامي: سميت بالربذة بنت يثرب بن قانية بن مهليل بن أرم بن عبيل بن أرفخشذ بن سام بن نوح  .

## التاريخ
في سنة 30 هـ كان أبو ذر الغفاري أول من سكن الربذة حيث ذكر بعض المؤرخين أن أبا ذر يذهب إلى أن المسلم لا ينبغي له أن يكون في ملكه أكثر من قوت يومه وليلته أو شيء ينفقه في سبيل الله أو يعده لكريم، ويأخذ بظاهر القرآن: ﴿وَالَّذِينَ يَكْنِزُونَ الذَّهَبَ وَالْفِضَّةَ وَلَا يُنْفِقُونَهَا فِي سَبِيلِ اللَّهِ فَبَشِّرْهُمْ بِعَذَابٍ أَلِيمٍ ۝٣٤﴾ [التوبة:34]. فكان يقوم بالشام ويقول: يا معشر الأغنياء واسوا الفقراء، بشر الذين يكنزون الذهب والفضة ولا ينفقونها في سبيل الله بمكاوٍ من نار تكوى بها جباههم وجنوبهم وظهورهم، فما زال حتى ولع الفقراء بمثل ذلك وأوجبوه على الأغنياء فلما رأى معاوية أن فعله يصدق قوله كتب إلى عثمان: إن أبا ذر قد ضيق علي، وقد كان كذا وكذا، للذي يقوله الفقراء. وبعث إليه بأبي ذر فلما قدم المدينة ورأى المجالس في أصل جبل سلع قال: بشر أهل المدينة بغارة شعواء وحرب مذكار. ودخل على عثمان فقال له: ما لأهل الشام يشكون ذرب لسانك؟ فأخبره. فقال: يا أبا ذر علي أن أقضي ما علي وأن أدعو الرعية إلى الاجتهاد والاقتصاد وما علي أن أجبرهم على الزهد. فقال أبو ذر: لا ترضوا من الأغنياء حتى يبذلوا المعروف ويحسنوا إلى الجيران والإخوان ويصلوا القرابات. فقال أبو ذر لعثمان: تأذن لي في الخروج من المدينة؛ فإن رسول الله أمرني بالخروج منها إذا بلغ البناء سلعاً. فأذن له، فنزل الربذة وبنى بها مسجداً، وأقطعه عثمان صرمةً من الإبل وأعطاه مملوكين وأجرى عليه كل يوم عطاء، وكذلك على رافع بن خديج، وكان قد خرج أيضاً عن المدينة لشيء سمعه.
وكان أبو ذر يتعاهد المدينة مخافة أن يعود أعرابياً، وأخرج معاوية إليه أهله، فخرجوا ومعهم جراب مثقلٌ يد الرجل، فقال: انظروا إلى هذا الذي يزهد في الدنيا ما عنده؟ فقالت امرأته: والله ما هو دينار ولا درهم ولكنها فلوس كان إذا خرج عطاؤه ابتاع منه فلوساً لحوائجنا. ولما نزل الربذة أقيمت الصلاة وعليها رجل يلي الصدقة، فقال: تقدم يا أبا ذر. فقال: لا، تقدم أنت، فإن رسول الله، ، قال لي: اسمع وأطع وإن كان عليك عبد مجدع، فأنت عبد ولست بأجدع؛ وكان من رقيق الصدقة اسمه مجاشع.

### سنة 32 هـ
وفيها مات أبو ذر، وكان قد قال لابنته: استشرفي يا بنية هل ترين أحداً؟ قالت: لا. قال: فما جاءت ساعتي بعد. ثم أمرها فذبحت شاةً ثم طبختها ثم قال: إذا جاءك الذين يدفنونني فإنه سيشهدني قوم صالحون فقولي لهم: يقسم عليكم أبو ذر أن لا تركبوا حتى تأكلوا. فلما نضجت قدرها قال لها: انظري هل ترين أحداً؟ قالت: نعم هؤلاء ركب. قال: استقبلي بي الكعبة، ففعلت. فقال: بسم الله وبالله وعلى ملة رسول الله، ، ثم مات، فخرجت ابنته فتلقتهم وقالت: رحمكم الله، اشهدوا أبا ذر. قالوا: وأين هو؟ فأشارت إليه، قالوا: نعم ونعمة عين! لقد أكرمنا الله بذلك. وكان فيهم ابن مسعود فبكى وقال: صدق رسول الله، ، (يموت وحده ويبعث وحده). فغسلوه وكفنوه وصلوا عليه ودفنوه. وقالت لهم ابنته: إن أبا ذر يقرأ عليكم السلام، وأقسم عليكم أن لا تركبوا حتى تأكلوا؛ ففعلوا وحملوا أهله معهم حتى أقدموهم مكة ونعوه إلى عثمان، فضم ابنته إلى عياله وقال: يرحم الله أبا ذر ويغفر له.

### سنة الفتنة
سار علي من المدينة في تعبيته التي تعباها لأهل الشام آخر شهر ربيع الآخر سنة 36 هـ، وخرج معه من نشط من الكوفيين والبصريين متخففين في تسعمائة، وهو يرجو أن يدركهم فيحول بينهم وبين الخروج طلحة والزبير وأم المؤمنين)، فلقيه عبد الله بن سلام فأخذ بعنانه وقال: يا أمير المؤمنين لا تخرج منها، فوالله إن خرجت منها لا يعود إليها سلطان المسلمين أبداً! فسبوه. فقال: دعوا الرجل من أصحاب محمد،.وسار حتى انتهى إلى الربذة، فلما انتهى إليها أتاه خبر سبقهم، فأقام بها يأتمر ما يفعل.
ثم تحولت الربذة إلى قرية على درب الحجاج من العراق.

### معركة الربذة سنة65 هـ
وهي معركة وقعت بين القوات الموالية لعبد الله بن الزبير بقيادة الحنتف بن السجف التميمي وبين جيش الدولة الأموية بقيادة حبيش بن دلجة ومعه عبيد الله بن الحكم أخو مروان بن الحكم وانتهت بانتصار الحنتف ابن السجف التميمي ومقتل حبيش وعبيد الله ومن معهما من أهل الشام.

### زلزال الربذة سنة 119 هـ
في كتاب مختصر تاريخ دمشق وعند ترجمة محمد بن كعب قال:
كان لمحمد بن كعب جلساء كانوا من أعلم الناس بتفسير القرآن، وكانوا مجتمعين في مسجد الربذة فأصابتهم زلزلةٌ فسقط عليهم المسجد فماتوا جميعاً تحته.

### سنة 144 هـ
كان خلفاء بني العباس يحبون ارتياد الربذة عند قدومهم للحج وفي هذه السنة ذكر المؤرخون ان أبو جعفر المنصورخرج حاجاً، ونزل الربذة، فلما قضى حجه انصرف، ولم يدخل المدينة وفي هذه الفترة بنيت المنشآت لخدمة الحجاج كالبرك المشهورة على درب الحج.

### سنة 243 هـ
كان يحيى بن أكثم قاضي القضاة ببغداد قد خرج إلى مكة وعزم على المجاورة، فبلغه أن المتوكل قد صلح قلبه له، فرجع يريد العراق، فلما وصل إلى الربذة توفي بها، ودفن هناك في هذه السنة. وهو ابن ثلاث وثمانين سنة.

### نهاية الربذة
قال ياقوت الحموي: وقرأت في تاريخ أبي محمد عبيد الله بن عبد المجيد بن سيران الأهوازي. قال: وفي سنة 319 هـ خربت الربذة باتصال الحروب بين أهلها وبين ضرية ثم استأمن أهل ضرية إلى القرامطة فاستنجدوهم عليهم فارتحل عن الربذة أهلها فخربت وكانت من أحسن منزل في طريق مكة.

## الأهمية التاريخية
من المدن الإسلامية على طريق الحج الكوفي تقع شرق المدينة المنورة ولها ذكر في أخبار أبي ذر الغفاري رضي الله عنه أنه انتقل إليها في عهد الخليفة الراشد عثمان رضي الله عنه وبها مات ودُفِن، ومسجدها لعله أقيم على آثار مسجد أبي ذر؛ وهي حمى في عهد عمر بن الخطاب لخيل المسلمين .
وتذكر المصادر التاريخية أنها كانت قرية عامرة وإحدى محطات القوافل، ولكنها خربت سنة 319 هـ بسبب الحروب، وتقع إلى الجنوب الشرقي من الحنَاكية (التي تبعد عن المدينة 100 كم على الطريق الموصل إلى الرياض)، وتبعد الرَّبَذة عن المدينة حوالي 170 كم تقريباً.

## الآثار

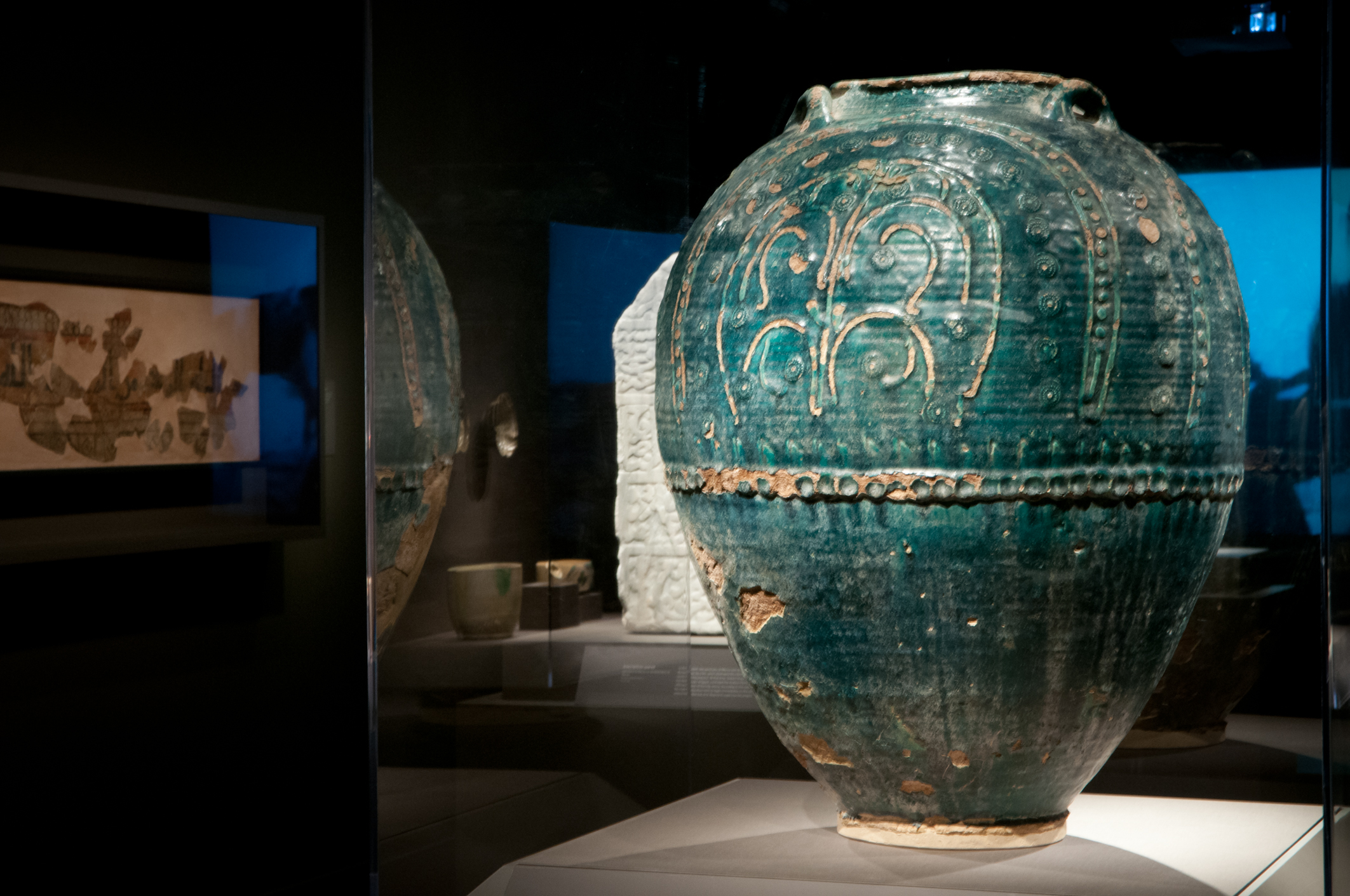
جرة كبيرة من موقع الربذة

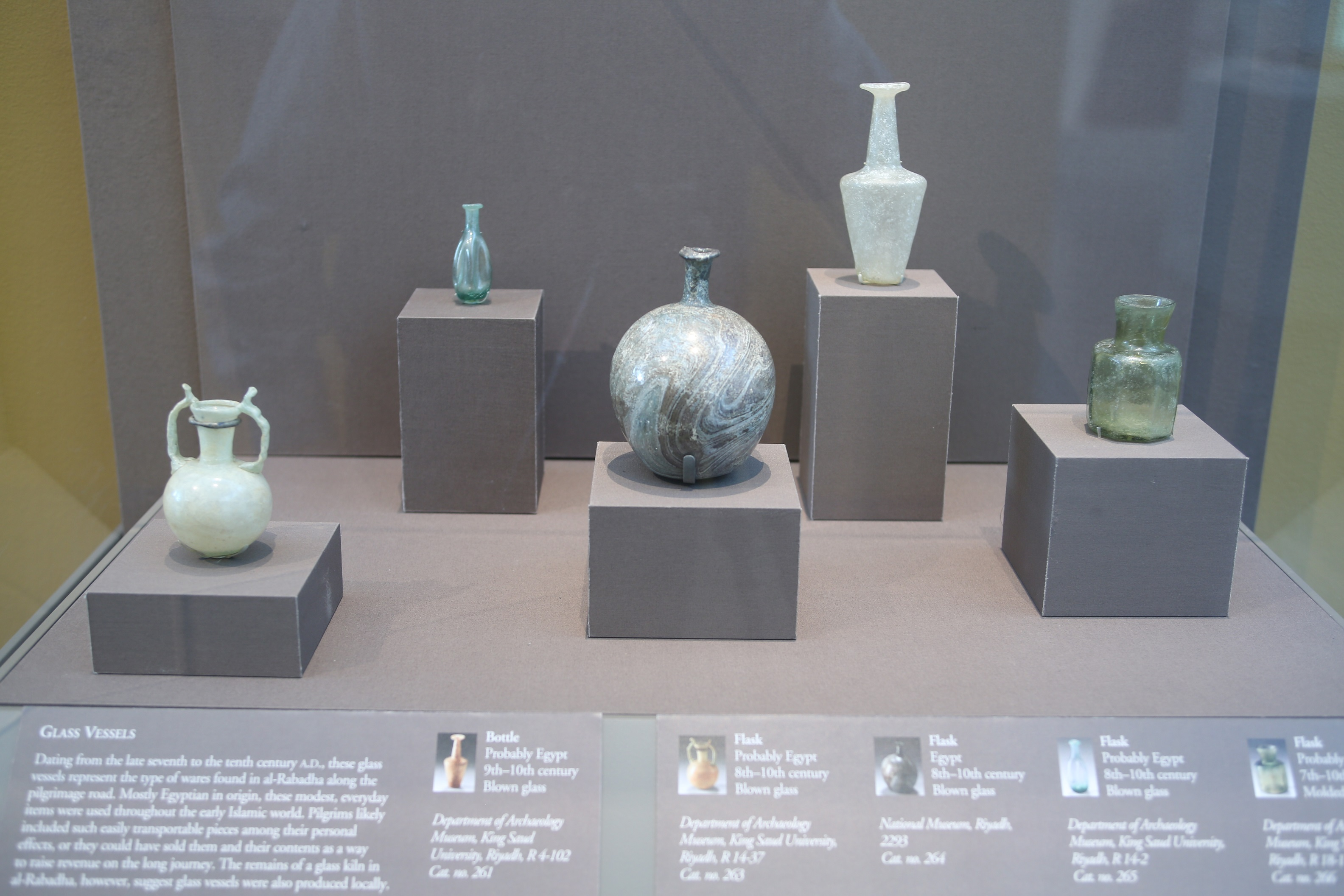
أواني زجاجية

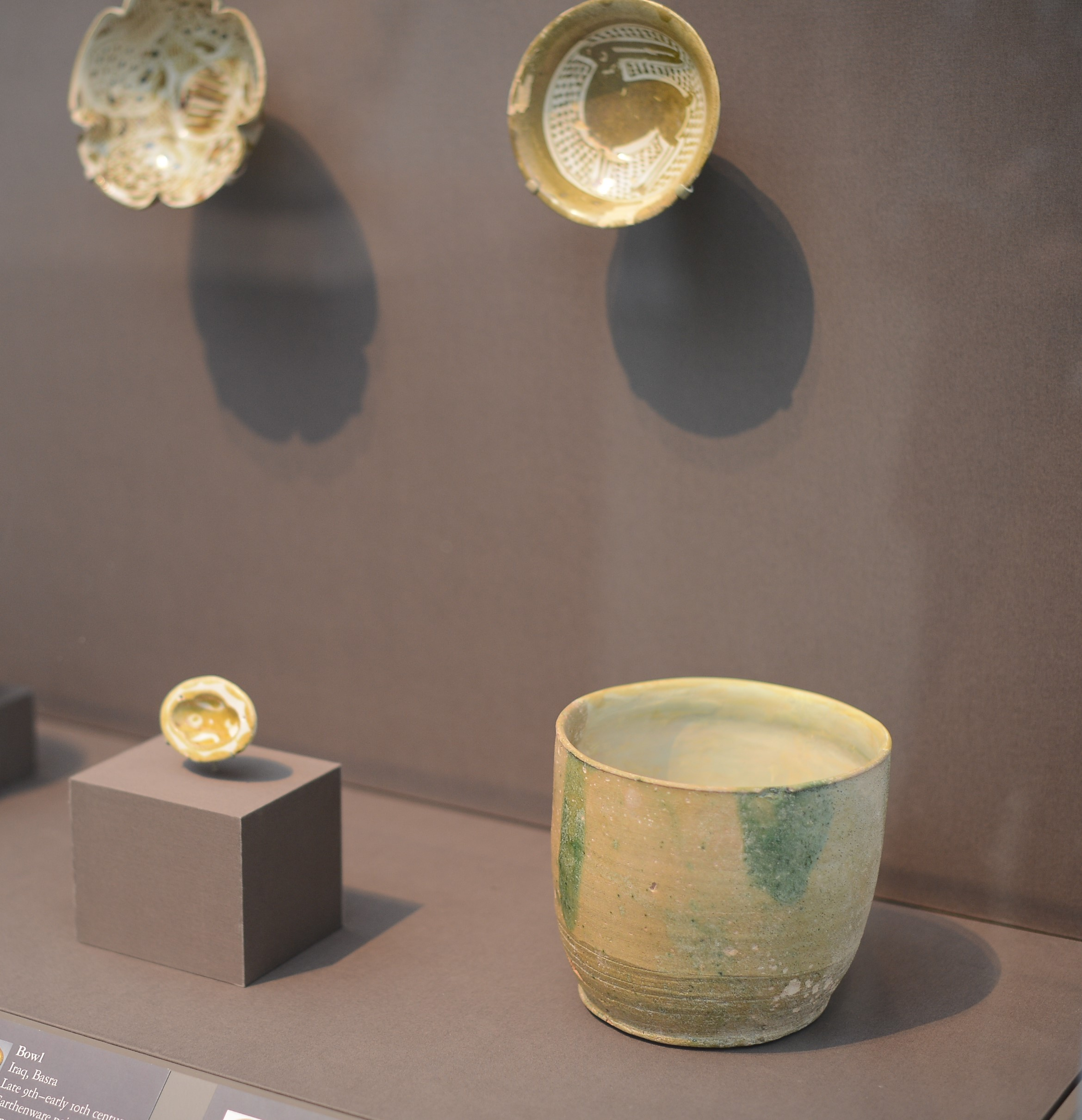
أواني خزفية من حضارة الربذة

تميزت قصور ومنازل الربذة بأسلوب معماري ونسيج هندسي مميز، فهي رباعية التخطيط، ومتعامدة مع القبلة، وبنيت الغرف الداخلية على شكل وحدات يجمعها فناء داخلي أو ساحة، وفيها مرافق الخدمات من أفران للطبخ ومستودعات حفظ المياه ومخازن الحبوب وغير ذلك من المرافق الخدمية. وأبرزت الحفائر الأثرية الكشف عن مسجدين رئيسيين وهما - المسجد الجامع وهذا المسجد كشف عنه في الجهة الغربية من الربذة، ولعل هذا المسجد هو مسجد أبي ذر الغفاري الذي اختطه بنفسه عندما قدم للربذة، وقد ذكرت المصادر أن بالربذة مسجدين أحدهما مسجد أبي ذر ومسجد المنطقة السكنية.
تتميّز الربذة بتصميم مستودعات لحفظ المياه (خزانات) بنيت تحت مستوى أرضيات الغرف والساحات الداخلية والممرات وفي كل الوحدات السكنية. وأكدت الدراسات لهذه المعثورات أن الربذة كانت على درجة عالية من الحيوية من حيث تنوع الصناعات وبالأخص الأدوات الفخارية والخزفية والحجرية والزجاجية، فقد تم العثور على أوان كاملة من الجرار والأطباق والأكواب والقوارير، أما الكسر من مختلف الأواني فهي كثيرة ومتنوعة، وعليها عناصر زخرفية تدل على دقة الصناعات وخبرة الصناع ومقدرتهم وملكتهم في الحرف والصناعات، وقد أعطت هذه المكتشفات دلالة واضحة عن الفترة الزمنية التي شهدتها الربذة خلال ثلاثة قرون وأكثر من تاريخها، ومن هذه المعثورات ما هو مصنوع محليا في الربذة ذاتها، وتأتي القطع النقدية المكتشفة لتعطي دلالة واضحة على الثراء الاقتصادي للربذة.
تتراوح السنوات التي تعود لها المسكوكات المكتشفة إلى عصر صدر الإسلام وإلى الفترة الأموية والخلافة العباسية في عصورها الزاهية، ومن الخلفاء التي وردت أسماؤهم على النقود المكتشفة أو تتوافق تواريخ سك العملة مع فترات حكمهم الخلفاء: الوليد بن عبد الملك، وأبو جعفر المنصور، وهارون الرشيد والمعتضد بالله وغيرهم.

### شخصيات إسلامية ارتبطت بالربذة
- يوجد بها قبر الصحابي أبي ذر الغفاري.
- الصحابي والقائد عتبة بن غزوان، الذي اختط البصرة في عهد الخليفة عمر بن الخطاب، وتوفي بالربذة عام 15هـ وقيل 17هـ.
- جسرة بنت دجاجه العامرية التي روت أحاديثًا عن أبي ذر سمعًا من عائشة -رضي الله عنها-.
- الصحابي سلمة بن الأكوع الذي خرج من المدينة المنورة إلى الربذة بعد مقتل الخليفة عثمان بن عفان، وقد استقر بالربذة وتزوج فيها، وقبل أن يتوفي ببضعة أيام نزل المدينة المنورة وتوفي بها عام 74هـ.
- الصحابي محمد بن مسلمة الذي شهد بدرًا وغيرها، أقام بالربذة ومات بالمدينة المنورة عام 43هـ.
- علي بن أبي طالب مر بالربذة وعسكر بها وهو في طريقه إلى البصرة عام 36هـ.
- المرقع بن ثمامة الأسدي نزل الربذة بعد مقتل الحسين بن علي واستقر بها حتى توفي يزيد بن معاوية ثم رحل إلى الكوفة.
- الحنتف بن السجف التميمي خاض معركة الربذة عام 65 هـ وهزم أهل الشام فيها.
- أبو عبد العزيز موسى بن عبيدة بن نشيط الربذي، ينسب إلى الربذة، وهو من رواة الحديث، توفي بالربذة عام 153هـ.
- إبراهيم بن حمزة بن مصعب بن الزبير بن العوام، كان يتردد على الربذة بين الحين والآخر ويتاجر بها، توفي في المدينة المنورة 230هـ.
- قاضي القضاة يحيى بن أكثم الذي عمل لدى الخليفة المتوكل عام 240هـ، وتوفي يحيى بالمدينة المنورة.
- زبيدة أم جعفر زوج الخليفة هارون الرشيد، صاحبة درب زبيدة وبعض من المحطات الموجودة على طرق الحج.[7]

## وصلات خارجية
رحلة إلى الربذة